# Mike Clink
Mike Clink (...) è un produttore discografico statunitense.
Iniziò la carriera nei Record Plant Studios, registrando per band del calibro dei Megadeth, UFO, Jefferson Starship, The Babys, Heart, Eddie Money e molti altri.
È stato il produttore di numerose formazioni italiane d'ispirazione hard rock ed heavy metal, tra cui i Vanadium, che col solo Game Over del 1984 vendettero in Italia 54 000 copie, cifra record per quei tempi in Italia, ottenendo un disco d'oro. Collaborò in seguito per produrre nel 1986 con i Guns N' Roses, con i quali pubblicò l'album Appetite for Destruction, rivelatosi un grande successo (35 milioni di copie vendute nel mondo). Produsse anche album di artisti come Megadeth, Metallica, Sea Hags, Slash's Snakepit, Hurricane, Whitesnake e Mötley Crüe.
Lavorò in altri progetti e in particolare per il Super Bowl XXXV con band e artisti come Aerosmith, 'N Sync, Nelly e Britney Spears. Ha lavorato anche per Ozzy Osbourne e la sua etichetta discografica Divine Recordings. Attualmente è alla produzione con i Camp Freddy.